# Nerwy łuków skrzelowych
Nerwy łuków skrzelowych – jedna z trzech grup nerwów należących do nerwów czaszkowych, obok nerwów zmysłowych i nerwów mięśni gałki ocznej i języka. Unerwiają łuki skrzelowe, czyli struktury występujące w rozwoju ontogenetycznym ssaków dające początek różnym strukturom głowy i szyi. W okresie zarodkowym każdy z zawiązków łuków skrzelowym dysponuje własnym nerwem, z którego odchodzą gałązki skórne, mięśniowe i błony śluzowej. W związku z powyższym struktury powstałe z danego łuku skrzelowego będą unerwiane przez ten właśnie nerw. Pomaga to przyporządkować konkretne struktury anatomiczne dorosłego organizmu do łuków skrzelowych, z których się wywodzą.
Pierwsze 2 łuki skrzelowe podlegają w trakcie ontogenezy największym modyfikacjom. Pełnią też inne od pozostałych funkcje, zapewniając ruchy ust (zwłaszcza żuchwy). Łuki te noszą nazwę żuchwowego i gnykowego. Zaopatrują je następujące nerwy:
- nerw trójdzielny (V), będący głównym nerwem czuciowym twarzy
- nerw twarzowy (VII), stanowiący nerw ruchowy mięśni wyrazowych

Jest to większa część głowy, między innymi obszar szczęki i żuchwy, z wyjątkiem skóry potylicy, zaopatrywanej przez nerw potyliczny większy. Wydaje się, że odpowiednie mięśnie wyrazowe pociągają ze sobą ku górze unerwiający je nerw VII. Posiada on jeszcze część skrzelową, która znacznie ustępuje rozmiarami tej unerwiającej wspomniane mięśnie.
W przypadku kolejnych łuków mówi się o właściwych łukach skrzelowych, które uległy przemianom w mniejszym stopniu. Łuk trzeci (biorąc pod uwagę łuki stricte, pierwszy) zaopatruje nerw językowo-gardłowy (IX). Kolejne łuki unerwia nerw błędny (X). Jednakże w trakcie rozwoju ontogenetycznego również nerw błędny podlega znacznym modyfikacjom. Część jego gałęzi nie zachowuje się, zanikając jeszcze w trakcie rozwoju płodowego. I tak drugi właściwy łuk skrzelowy związany jest z zachowującą się gałęzią, z której powstaje nerw krtaniowy górny. Następne gałęzie III i IV zanikają, jak napisano wyżej. Pozostaje natomiast gałąź V właściwego łuku skrzelowego, dając początek nerwu krtaniowemu wstecznemu. Gałęzie te nie wyczerpują jednak nerwu błędnego. Właściwy pień tego potężnego nerwu stanowi bowiem jego gałąź trzewna (ramus visceralis). Oddaje ona gałęzie skrzelowe, boczne, obejmując się zasięgiem większą część jamy brzusznej.
Klasyfikacja nerwu dodatkowego (XI) sprawia problemy. Nerw ten wychodzi z rdzenia przedłużonego, a jego włókna korzeniowe zdają się leżeć w przedłużeniu analogicznych włókien swego poprzednika, nerwu błędnego, ma on też delikatne wychodzące z rdzenia kręgowego nici, aż do 5–7 segmentu odcinka szyjnego. Nie unerwia on układu skrzelowego ani trzewi (poza częścią wstępującą do nerwu błędnego zaopatruje mięśnie: czworoboczny i mostkowo-obojczykowo-sutkowy), wyróżnia się też budową, nie dysponując korzeniem przednim i tylnym. Natomiast charakterystyczna budowa skłania ku zaszeregowaniu go jako część nerwu X, która w trakcie filogenezy usamodzielniła się do tego stopnia, że uznaje się go za odrębny nerw czaszkowy. Jednakże takie pochodzenie przemawia za włączeniem go do grupy nerwów łuków skrzelowych.